# 대전시립중고등학교
학력인정 대전시립중고등학교(大田市立中高等學校)는 대전광역시 동구 자양동에 있는 2년제 학력인정 평생교육시설이다.

## 학교 연혁
- 2019년 12월 11일 : 학력인정 대전시립중고등학교 설립인가(평생교육법 제31조제2항)
- 2020년 1월 31일 : 초대 신 용 교장 취임
- 2020년 4월 6일 : 학력인정 대전시립중고등학교 개교 [대흥동 임시 교사(校舍)]
- 2020년 12월 24일 : 교사(校舍) 이전 [자양동 본 교사(校舍)]
- 2021년 2월 19일 : 제1회 졸업식 [중-9명/고-32명(대학 진학 29명)]
- 2022년 2월 19일 : 제2회 졸업식 [중-89명/고-83명(대학 진학 67명)]
- 2023년 2월 17일 : 제3회 졸업식 [중-76명/고-110명(대학 진학 93명)]
- 2023년 3월 2일 : 제2대 김병한 교장 취임
- 2024년 2월 17일 : 제4회 졸업식 [중-66명/고-142명(대학 진학 122명)]

## 참고 자료
- 틀:대전시립중고등학교